# ماني قاولد
ماني قاولد (بالإنجليزية: Manny Gould)‏ هو رسام رسوم متحركة أمريكي، ولد في 30 مايو 1904 في نيويورك في الولايات المتحدة، وتوفي في 19 يوليو 1975 في شمال هوليوود ‏ في الولايات المتحدة.

## وصلات خارجية
- ماني قاولد على موقع IMDb (الإنجليزية)
- ماني قاولد على موقع ألو سيني (الفرنسية)
- ماني قاولد على موقع قاعدة بيانات الفيلم (الإنجليزية)